# Шервуд Андерсон
Шервуд Андерсон (англ. Sherwood Anderson; 13 вересня 1876 — 8 березня 1941) — американський письменник; провісник сучасної психоаналітичної і побутової американської прози.
Народився в місті Камден в штаті Огайо.
Романи і новели Андерсона — реалістичного спрямування, проте позначені декадентськими тенденціями. Найголовнішим у творах Андерсона є показ гноблених «маленьких» людей, сірість і трагізм побуту провінції («Вайнсбурґ, Огайо», 1919). В романі про страйкову боротьбу текстильників («По той бік бажання», 1933) Андерсон послідовніше розкриває соціальні суперечності.

## Твори

### Романи
- Син Вінді Макферсон (1916)
- Маршируючі чоловіки (1917)
- Бідний білий (1920)
- Багато одружень (1923)
- Темний усміх (1925)
- Попіл: дитинство на середньому заході (1926, напів-автобіографічний роман)
- Аліса й загублений роман (1929)
- Понад бажанням (1932)
- Кіт Брендон: портрет (1936)

### Збірки оповідань
- Вайнсбурґ, Огайо (1919)
- Тріумф яйця: книга вражень про американське життя в казках і поемах (1921)
- Коні і люди (1923)
- Смерть у лісі та інші оповідання (1933)

### Поезія
- Середньо-американські співанки (1918)
- Новий Заповіт (1927)

### Драматургія
- П'єси — Вайнсбурґ та інші (1937)

### Українські переклади
- Усі враз. К., 1929;
- Історія одної людини
- Шедевр Блекфута
- Я хочу знати чому
- Андерсон, Шервуд. Вайсбурґ, Оґайо / Ш. Андерсон ; пер. з англійської Борис Превір. — Івано-Франківськ: Вавилонська бібліотека, 2021. — 224 с.
- Андерсон, Шервуд. Тріумф яйця / Ш. Андерсон ; пер. з англійської Катерина Сойко. — Київ: Ще одну сторінку, 2024. — 272 с.